# 曾根崎情死
《曾根崎心中》是一個近松門左衛門（下略近松）改編的真實故事，在人偶淨琉璃和歌舞伎中是有名的戲劇。2004年4月7日為記念故事發生第301年，於露天神社境内建立青銅慰靈像。2005年4月7日，「大阪傳統文化孕育會」亦舉辦了相片展和資料展。

## 背景
《曾根崎心中》改編自元祿16年（1703年）舊曆四月七日早上，大阪堂島新地天滿屋的遊女初（21歲）與内本町醬油商平野屋的店員德兵衛（25歲）在梅田曾根崎的露天神森林中殉情一事。
人偶淨琉璃《曾根崎心中》於同年五月七日（舊曆）的道頓堀竹本座中初次演出，但在當時的口傳中，之前已有以歌舞伎的形式演出，這些表演也成為當時的話題。而在翌年發行的《心中大鑑》中卷三《大坂之部》亦以「曾根崎的曙光」之名的小說記載事件。以這些表演而成的話題為開端，在當時出現了「殉情故事」的熱潮，近松的代表作之一的《心中天網島》亦於1720年發表。然而，對這些以殉情為題的作品引起共鳴，而實際去殉情的人逐漸增加，江戶幕府最後於1723年禁止上演，並禁止對殉情者舉行葬禮。

## 人偶淨琉璃中的《曾根崎心中》
人偶淨琉璃在此作品之前，多是日本武尊傳說、源義經等廣為人知的傳說故事，但近松則在當時嘗試以殉情這種較為俗世的故事為題，對照以前流行的種類，創立了通俗故事的新類型。雖然在之前已有一些加插俗世事物在作品的人偶淨琉璃，但《外題年鑑》等評《曾根崎心中》為最初實際確立的通俗故事。作品實際上比較短，但把俗世事件以淨琉璃表現的嘗試，以及故事本身的吸引力，受到當時人們的歡迎。

## 於現代復活的《曾根崎心中》

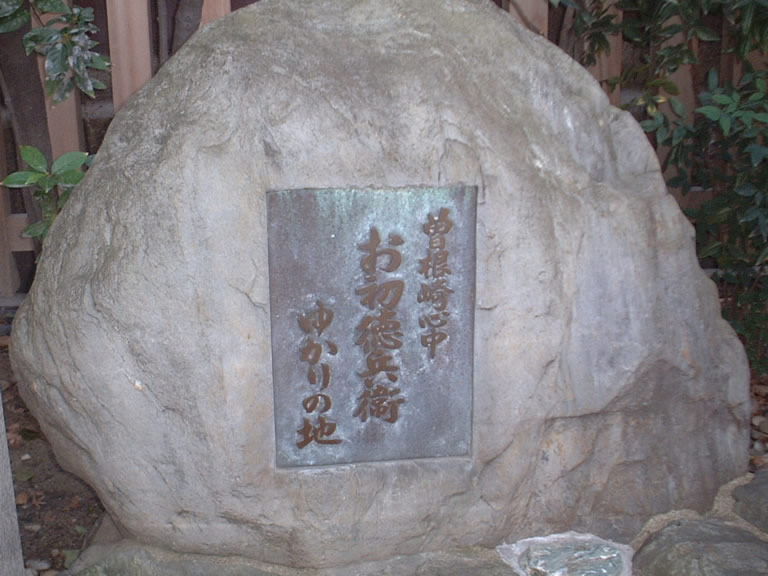
記念碑

### 復活公演
包括江戶時代最初的數回，有一段長時期被禁止演出。但詞文本身的優美，有傳思想家荻生徂徠曾背誦《曾根崎心中》。1953年，歌舞伎狂言作者宇野信夫改編故事，於東京新橋演舞場舉行了首次的復活公開演出，由中村鴈治郎和中村扇雀（現為坂田藤十郎）主演，並加入原作所沒有的暴露九平次（德兵衛友人）惡行的劇情。因扇雀的阿初的優美而受看客歡迎，其後亦有多次上演宇野版的《曾根崎心中》。在1955年1月於四橋文樂座則是人偶淨琉璃的初次復活公演，由野澤松之助負責劇本，吉田榮三負責阿初人偶，吉田玉男是德兵衛人偶，從原作的速度和原文等重新改編。

### 其他類型的展開
- 電影《曾根崎心中》（1978年、日本、導演：增村保造）

阿初：梶芽衣子、德兵衛：宇崎龍童、九平次：橋本功
- ROCK+文樂《曾根崎心中 PART2》（1980年）

作詞、構成：阿木燿子，作曲：宇崎龍童，演奏：DOWN TOWN BOOGIE WOOGIE BAND
1980年於東京澀谷JEAN JEAN初次演出，其後亦於大阪、沖繩演出。
- SUPER ROCK BUNRAKU 曾根崎心中（2002年）

作詞、構成：阿木燿子，作曲：宇崎龍童，演奏：新☆龍童組
2002年於赤坂草月大堂初次演出。2003年於大阪國立文樂劇場、2005年於東京的國立劇場再次演出。2006年獲得第13回讀賣演劇大獎。
- 弗拉明戈『FLAMENCO 曾根崎心中』

製作、作詞：阿木燿子，作曲、音樂監修：宇崎龍童，排舞：鍵田真由美、佐藤浩希
2001年於日本初次演出，獲文化廳藝術祭優秀賞。2004年參加西班牙的DESDE JEREZ，得到高度評價。
- 室内歌劇《曾根崎心中》（1979年、入野義朗作曲）
- 舞台《曾根崎心中～久馬版～》（2006年）

劇本：久馬歩，演出：鈴木司，出演：THE PLAN 9、五十嵐咲、伊賀研二
阿初：五十嵐咲、德兵衛：、九平次：鈴木司、阿玉：、近松門左衛門：
- 漫畫《曾根崎心中！》（2008年、日本、漫畫家：河下水希）
- 漫畫《尋因異聞錄·椿！》2008年、日本、漫畫家：川下寬次）

## 故事簡介
醬油店的店員德兵衛和遊女阿初是一對情侶，德兵衛在叔父家中當學徒打工，因他的老實而且勤奮工作而獲得信賴，叔父要求他和姪女結婚，更給他錢做生意。德兵衛已經有阿初而拒絕，叔父卻在德兵衛不知道的情況下準備結婚所需。德兵衛再次斷然拒絕，這次激怒叔父，並說要斷絕關係、不讓他做生意、趕他出大阪，買給他的衣服要在七日內以金錢歸還。德兵衛好不容易取回繼母的訂婚金，但他的友人九平次怎樣都要借這些錢，說好三日內歸還。隨著九平次的登場，在另一邊，阿初被卷入一場打鬧而被一些客人帶走。德兵衛催促九平次還錢，九平次卻說不知道有借過錢。德兵衛在公眾前大呼被九平次欺騙，但不止沒有人相信，還被打了一頓。
被親戚斷絕關係、被朋友背叛，德兵衛認為已經沒有任何証明清白、挽回名譽的方法，決定尋死，在此之前暗地尋找阿初。這時德兵衛不可以隨便被人發現，阿初則暫時讓德兵衛藏於地板下。不久，九平次以客人的身分來訪，直至歸去前不斷說盡德兵衛的壞話。德兵衛在地板下捏拳忍怒，阿初亦決定了死亡。在深夜，兩人攜手走到露天神的林中，在連理松木下確定對方對死亡的決意後，德兵衛以脇差取去阿初之命，再斷去自身生命。
在歌舞伎的版本中，則再多了一些情景，如德兵衛叔父在天滿屋尋找失蹤的德兵衛、阿初與德兵衛出走天滿屋後賣油店店員拜訪天滿屋，並暴露九平次借錢不還。